# Bernhard Harald Ruben
Bernhard Harald Ruben (født 21. juni 1829 i København, død 26. november 1896 sammesteds) var en dansk fabrikant.
Ruben var søn af Isak Hendel Ruben som var en forretningsmand som blandt ejede et bomuldsvæveri, Rubens Klædefabrik, på Rolighedsvej på Frederiksberg et farveri og en appreteringsvirksomhed. Ruben blev medejer af farens virksomheder i 1862, og da faren døde i 1868 blev Ruben enejer. Bomuldsvæveriet nedbrændte i 1876 hvorefter Ruben genopbyggede det i moderniserert form og også flyttede farveriet og appreteringsvirksomheden til Rolighedsvej. I 1877 startede han desuden et blegeri.
Ruben var gift med Ida Ruben, født Coppel (1845–1913). De fik 5 børn. Han blev svigerfar til maleren Hans Nikolaj Hansen som giftede sig med Rubens datter Ella Susanne Ruben, til kunsthistorikeren Emil Hannover som var gift med Rubens datter Alice Johanne Ruben fra 1887 til 1894, og til lægen C.E. Bloch som var gift med Alice Johanne Ruben fra 1908.
Efter Rubens død i 1896 fortsatte hans enke, Ida Ruben, virksomhederne indtil de i 1901 blev overtaget af sønnen Carl Ruben. Virksomhederne blev samlede i aktieselskabet Nordisk Tekstil Aktieselskab i 1906 og opkøbt af Aktieselskabet Bloch & Andresen i 1918.
Ruben blev udnævnt til etatsråd i 1888, til ridder af Dannebrog i 1877 og dannebrogsmand i 1880. Han blev malet af Wilhelm Marstrand omkring 1867 og af Carl Bloch omkring 1870. Han er portrætteret på P.S. Krøyers gruppebillede Fra Københavns Børs fra 1895.